# كفرية
كفرية بلدة في ناحية كنسبا التابعة لمنطقة الحفّة في محافظة اللاذقية. بلغ عدد سكانها 821 نسمة حسب تعداد عام 2004.